# Schloss Kronborg
Schloss Kronborg (dänisch Kronborg Slot [ˈkʀoːnbɔːʔʀ]; deutsch veraltet Kroneburg) ist eine Festung in Helsingør auf der dänischen Insel Seeland. Kronborg liegt auf einer Landzunge am äußersten nordöstlichen Ende der Insel Seeland. Nur etwa vier Kilometer von der schwedischen Küste bei Helsingborg entfernt, diente die Festung zur Überwachung der Einfahrt in den Öresund. Bekannt ist das Schloss auch als „Hamletschloss“, da William Shakespeare hier die Handlung seines Schauspiels Hamlet ansiedelte.

## Geschichte
Erich von Pommern errichtete unter dem Namen Krogen 1420 die erste Festung an dieser Stelle, die allerdings nur aus einer quadratischen Mauer mit etwa 80 m Seitenlänge und Wachhäusern in den Ecken bestand. Ab 1429 wurde die östlich von Helsingør  gelegene Burg genutzt, um den Öresund zu sichern und die Erhebung des Sundzolls im Hafen von Helsingør sicherzustellen. Dieser wurde nur von den nicht-dänischen Schiffen erhoben, die den Öresund durchqueren wollten. Am gegenüberliegenden, heute schwedischen Ufer sicherte ab 1150 der Kärnan in Helsingborg den Öresund. Die heute schwedische Provinz Schonen gehörte bis ins 17. Jahrhundert zu Dänemark.

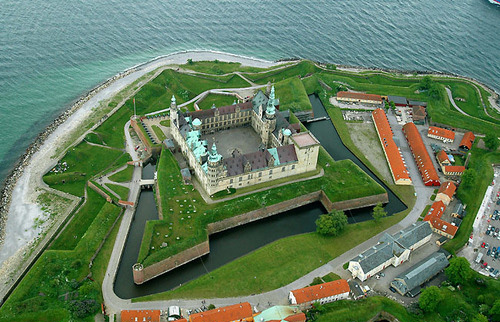
Luftbild der Anlage

Karte der Festung (um 1765)

Der dänische König Friedrich II. ließ die mittelalterliche Festung von 1574 bis 1585 im Stil der Nordischen Renaissance erweitern. Die Planung übernahm der flämische Architekt Hans van Paeschen, der aber die Baustelle drei Jahre später nach Uneinigkeiten mit dem König verließ. Am 24. Januar 1577 wurde per königlichem Dekret der Name der Festung in Kronborg geändert; es war von nun an per Strafe verboten, den alten Namen zu verwenden. Obwohl die inzwischen von Anton van Obberghen geleiteten Bauarbeiten noch bis 1585 andauerten, erfolgte die offizielle Einweihung von Kronborg bereits am 15. April 1582. Das Schloss war nun auch königlicher Wohnsitz.
Durch die Unachtsamkeit zweier Arbeiter brannte Kronborg 1629 fast vollständig ab, nur die Schlosskapelle blieb verschont. Christian IV. beauftragte Hans van Steenwinckel mit der Wiederherstellung, die bis 1639 dauerte. Bis auf einige Details des Innenausbaues und die fehlende Spitze des südlichen Turms wurde der ursprüngliche Zustand wiederhergestellt. Während des Zweiten Nordischen Krieges gelang es schwedischen Truppen unter Carl Gustav Wrangel, die Festung 1658 nach dreiwöchiger Belagerung zu erobern. Bis zur Unterzeichnung des Vertrags von Kopenhagen 1660 blieb die Kronborg besetzt. Von 1688 bis 1690 wurde Kronborg von dem dänischen Generalbaumeister Lambert van Haven ausgebaut und verstärkt. Durch zusätzliche Wälle auf der Landseite entstand die stärkste Festung dieser Zeit. Seit 1785 dient Kronborg nicht mehr als königliche Residenz, sondern nur mehr als Kaserne und Festung. Mit der Aufhebung des Sundzolles im Jahr 1847, hauptsächlich aufgrund Drängens der USA, verlor die Festung den Großteil ihrer militärischen Bedeutung. 1991 verließ das dänische Militär endgültig die Kronborg. Das Salutschießen von den Festungswällen wird von auswärtigen Einheiten des Heeres durchgeführt.
Von 1915 bis 2012 beherbergte ein Teil der Schlossgebäude das Dänische Museum für Seefahrt. Das Barockschloss selbst wurde nach Renovierungen 1935 als Museum  eröffnet.
Seit dem 30. November 2000 gehört Kronborg zum Weltkulturerbe der UNESCO.

## Hamlet
Ursprünglich geht die Figur Hamlet auf einen jütländischen Prinzen zurück, der auf der Insel Mors lebte. William Shakespeare verlegte für seine Tragödie Hamlet den Ort des Geschehens nach Schloss Kronborg in Helsingør (engl. Elsinore). Zum 200. Todestag von William Shakespeare 1816 wurde Hamlet erstmals in den Mauern der Kronborg gespielt. Schauspieler waren Soldaten aus der Garnison von Kronborg. In den folgenden Jahren gab es immer wieder Gastspiele berühmter Hamletdarsteller in Kronborg, darunter 1938 Gustaf Gründgens mit Marianne Hoppe als Ophelia. 2009 war Jude Law Hamlet, und 2010 gab es wieder eine deutsche Hamlet-Aufführung der Schaubühne am Lehniner Platz und Lars Eidinger als Hamlet. Das Globe Theatre führte 2011 Hamlet auf Kronborg auf.

## Holger Danske

Holger Danske

In den Kasematten unter Schloss Kronborg befindet sich eines der nationalen Symbole Dänemarks: Holger Danske.
Der Ursprung dieser mythischen Gestalt geht auf den im Rolandslied beschriebenen Ogier le Danois zurück. Seit 1510 ist Holger Danske in Skandinavien bekannt, seine Geschichte wird durch Christiern Pedersens Kong Holger Danskes Krønike von 1534 und später durch Hans Christian Andersens Märchen Holger Danske (1845) populär. Nach der Legende kehrte dieser unbesiegbare Krieger vom Heimweh geplagt von einem Feldzug nach Dänemark zurück und fiel dort in einen tiefen Schlaf. Sollte das dänische Königreich von einem Feind ernsthaft bedroht sein, dann wird Holger Danske wieder erwachen und in den Kampf ziehen.
Hans Pedersen-Dan formte 1906 ein Gipsmodell von Holger Danske als Auftragsarbeit für das Hotel Marienlyst in Helsingør. Während die daraus entstandene Bronze keine besondere Popularität erreichte, wurde das Gipsmodell zum Inbegriff des mythischen Holger Danske.